# Issy (métro de Paris)
Ne doit pas être confondu avec Gare d'Issy.
Pour les articles homonymes, voir Issy (homonymie).
Issy est une future station de la ligne 15 du métro de Paris, en construction depuis mars 2015. Située à proximité de la gare d'Issy, elle assurera la correspondance entre la ligne 15 et la ligne C du RER.

## Caractéristiques
La station devrait ouvrir à l'horizon 2026,,. La future gare du Grand Paris Express sera implantée à l'intersection de l'avenue de Verdun et de l'avenue Aristide-Briand. Elle sera reliée à la gare de RER par un couloir souterrain d'une centaine de mètres,. Ses quais seront à une profondeur de −21 m. La conception de la gare est confiée à l'agence d'architecture Brunet Saunier Architecture.
La construction de la station elle-même est confiée à un groupement piloté par Bouygues Travaux Publics et composé des entreprises Soletanche Bachy France, Soletanche Bachy Tunnels, Bessac, Sade.

## Correspondances
La station sera en correspondance avec la gare existante de la ligne C du réseau express régional[réf. nécessaire].

## Architecture
La gare sera traversante, entre les avenues de Verdun et Aristide Briand. Son bâtiment ne se situera pas directement au-dessus des quais. Pour cette raison il sera conçu comme une nef de cathédrale, captant la lumière naturelle pour la faire pénétrer jusqu'aux quais. Le verre a donc été choisi comme matériau, pour sa transparence et sa conductibilité lumineuse, et les parois de la station seront réfléchissantes afin de permettre à l'usager de se repérer facilement. La gare sera surmontée d'un immeuble de logement de grand hauteur inspiré du Flatiron Building de New York.
Pablo Valbuena conçoit une œuvre artistique pour la station Issy en coordination avec l'architecte Jérôme Brunet.
La station comportera également sur ses quais une fresque de Enki Bilal.

## Construction
La construction de la station débute le 9 mars 2015 avec les travaux de déviation des réseaux. Ces travaux continuent jusque fin 2016 et sont suivis par les travaux de gros œuvre à partir de septembre 2017. Le magasin Franprix est déplacé au 93, avenue de Verdun.
La réalisation des parois moulées a démarré en mai 2018 et se poursuit, par phases, jusqu’en juillet 2019. Les travaux de génie civil se sont achevés en 2023 pour la boîte gare et l’émergence, pour laisser place aux opérations d’aménagement (cloisons, maçonneries, réseaux, etc.) et d’équipement (armoires électriques, escaliers mécaniques, ascenseurs, automatismes de conduite, etc.) en vue de la mise en service de la gare autour de l'été 2026. Le génie civil se poursuit toutefois sur l’ouvrage de correspondance situé le long du viaduc, pour préparer son ouverture au public fin 2026, en même temps que le nouveau bâtiment voyageur du RER C réalisé par SNCF.

## Autres projets

### Ligne 12
Il existe un projet de prolongement de la ligne 12 du métro de Paris depuis la station Mairie d'Issy jusqu'au Carrefour de la Ferme à Meudon et la station Meudon-sur-Seine de la ligne 2 du tramway via une station de correspondance avec la ligne 15.
Dans la perspective de ce possible prolongement, des mesures conservatoires sont prises sur le chantier de la station de la ligne 15 pour anticiper la construction d'un couloir de correspondance souterrain avec la future station de la ligne 12.

### Ligne 10 du tramway
Il avait été envisagé d'implanter le terminus du prolongement nord de la ligne 10 du tramway au nord-est de la station, place Léon-Blum. L'option actuellement privilégiée est d'avoir ce terminus à Fort d'Issy - Vanves - Clamart,.